# Albína Dratvová
Albína Dratvová (2. ledna 1892 Královské Vinohrady – 1. prosince 1969 Praha) byla česká filozofka, docentka filozofie na Univerzitě Karlově, jedna z prvních několika žen, které v období první republiky byly habilitovány. Věnovala se přírodní filozofii a metodologii, vztahu přírodních věd a pozitivizmu. Významně se též podílela svými postoji na emancipačním hnutí moderních žen.

## Životopis
Albína (křtěná Věnceslava) Dratvová se narodila na Královských Vinohradech u Prahy 27. prosince 1891. Studovala na Státním ženském učitelském ústavu v Praze, který absolvovala v roce 1911. Poté v roce 1913 maturovala na pražském Akademickém gymnáziu. V letech 1913-1917 studovala matematiku a filosofii na Universitě Karlově. Tím byla v roce 1917 byla způsobilá vyučovat filozofii a matematiku na vyšších školách. Zároveň mohla vyučovat na nižších středních školách i fyziku.
V roce 1918 obhájila latinskou dizertaci o Descartově etice u prof. Františka Krejčího a prof. Františka Čády a získala titul PhDr. Začala psát pro středoškolské studenty učebnice. (Logika -1927 a Filosofická propedeutika -1927, Úvod do filosofie pro reálky a reformní gymnásia)
Stále toužila po vědecké práci. Po její habilitaci z filozofie přírodních věd přednášela na Přírodovědecké fakultě UK jako soukromá docentka.
V roce 1927 byla přijata na Ministerstvo školství do pedagogického oddělení. Zde byla zaměstnána až do německé okupace ČSR, kdy sama požádala o odchod do důchodu.
V letech 1941–1947 a působila jako redaktorka časopisu Česká mysl. Kvůli větším rozporům s představiteli katolické církve přestoupila 6. ledna 1941 k církvi českobratrské evangelické, která jí byla názorově bližší, než jiné církve.
Poválečné aktivity projevovala v rámci Jednoty filozofické. Své životní zkušenosti popsala ve studii uveřejněné ve Filozofickém časopise roč.1966.
Jako většina tehdejších středoškolských profesorek zůstala neprovdána. Byla jednou z prvních žen pracujících ve vědě, proto si dobře uvědomovala těžkosti, které ženy musejí a budou muset překonávat při budování vědecké kariery. Řešila sociální a etické konflikty uvnitř rodiny. Pracovala velmi pilně. Mimo jiné se zabývala konfliktem žen "povolání – rodina" a kladla si otázky o smyslu života a etice. Vydobyla si uznání mezi přírodovědci i filozofy. Objektivními informacemi upozorňovala na vyšší vývojové fáze pozitivismu a jejich filozofický přínos.
V letech 1921–1961 si psala osobní deník, ve kterém osobitým způsobem zachycovala své myšlenky i názory v souvislosti s politickými událostmi.
Dalším velkým předělem v jejím životě byla doba od roku 1948 kdy se k moci dostala KSČ. Jen velice obtížně si zvykala na nové pořádky a překážky v zaměstnání i osobním životě. Zejména na půdě univerzity byla opomíjena a její život byl strastiplný a neslučitelný s jejím pracovním zaměřením. Filozofické články a publikace se vládním ideologům jevily jako přebytečné a zbytečné. Jediná uznávaná filozofie byla marxistická. Ve svém deníku Albína Dratvová píše: Jsme prosyceni nedůvěrou, nejistotou,strachem a to obě strany: utlačovaná i utlačující.
Její vzdělání, nadšení, píle a odhodlání, provázející jí po celý aktivní život nepřineslo uznání. Zemřela v domově důchodců v Terezíně v roce 1969.

## Vzdělání a studia
Do první třída nastoupila šestiletá Albína19 do Obecné dívčí školy u sv. Jiljí20 v Praze ve školním roce 1897/1898. Tato dívčí škola byla šesti-třídní, ale Dratvová tam docházela pouze čtyři roky a následně přestoupila na pěti-třídní Obecnou dívčí školu u sv. Petra, a poté na Obecnou měšťanskou školu pro dívky v Praze na Karlově21. V obou školách absolvovala dohromady tři třídy, a to s vynikajícím prospěchem. Její výchova směřovala podle tehdejších poměrů a zvyklostí k tomu, že se stane učitelkou, a právě proto, po absolvování měšťanské školy docházela do C. k. českého ústavu ku vzdělání učitelek v Praze v Křižovnické ulici. Na Státním ženském ústavu učitelském složila Dratvová zkoušku učitelské dospělosti a získala vysvědčení s vyznamenáním. K maturitě trvající tři dny, při níž se zkoušela pedagogika, český jazyk a matematika, se dostavilo 50 domácích chovanek a 25 externistek. Získat gymnasijní maturitu se jim podařilo v roce 1913, čímž se pro ně otevřela cesta na univerzitu, a tak se ještě ten rok obě zapsaly ke studiu na Filozofické fakultě c. k. české Karlo-Ferdinandovy univerzity. Po čtyřech letech studia Dratvová obhájila u Krejčího a Čády svou disertační práci o Descartově etice a 19. ledna roku 1918 se stala doktorkou filosofie na Karlově univerzitě.

## Vlivy a inspirace

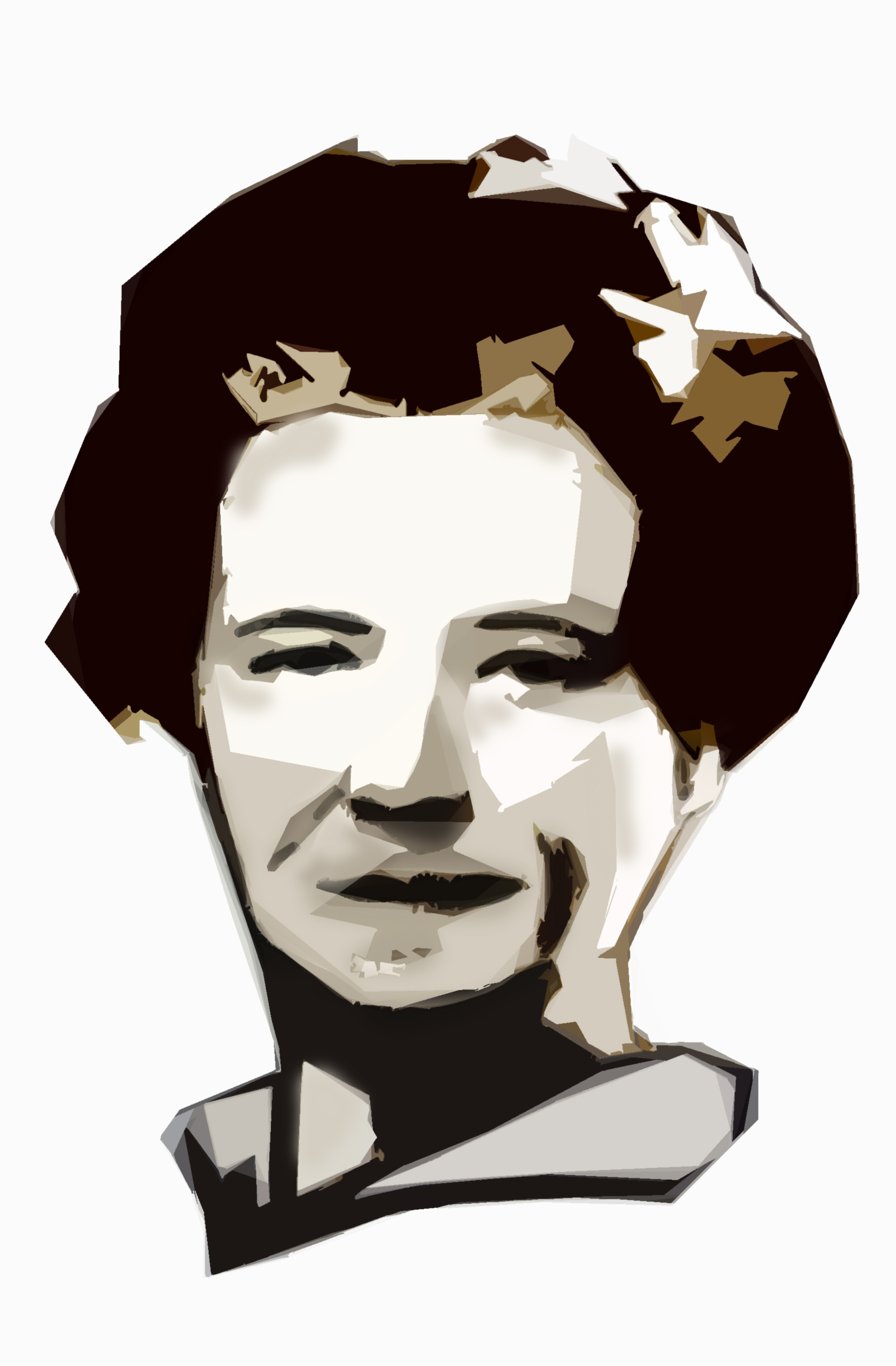
Doc. Albína Dratvová

Byla ovlivněna prof. Františkem Krejčím, který zdůrazňoval vliv psychologie v rámci filozofických disciplín a přírodovědeckého poznání. Dále ji ovlivnil Josef Durdík, František Čáda i F. X. Šalda. Z cizinců byla ovlivněna Descartem, Pascalem, Humem, Kantem, St. Millem, Darwinem, Jamesem a Planckem.

## Dílo
- O stavech podvědomých a Freudově psychoanalyse, 1921
- O tajích podvědomí, 1925
- Logika (s Ferdinandem Pelikánem), 1926
- Logika (pro gymnasijní typy), 1928
- Úvod do filosofie (pro reálky), 1928
- Problém kauzality ve fyzice, 1931
- Filosofie a školy (s Josefem Fischerem, Janem Blahoslavem Kozákem), 1933
- Heuristické předpoklady fysikálního bádání, 1934
- O aplikabilitě matematiky, 1936
- Planckova filosofie, 1939
- Filosofie (pro gymnasijní typy), 1936
- Filosofie a přírodovědecké poznání, 1939, 2. rozš. vyd. 1946
- Smutek vzdělanců, 1940
- Etika tvůrčí práce, 1941
- Sto let principu o zachování energie, 1943
- Logika a lidé, 1944
- Duše dnešní ženy, 1947
- Filosofie pro VII. a VIII. třídu středních škol, 1947
- Hledání ztraceného kosmu, 1948

## Citáty z deníku Albíny Dratvové
- 18. června 1948 – ... věčný strach je nejstálejší duchovní poloha všech nás, tedy i mne. (...) a komunistická strana se rozhodla udělat přítrž (...) kritice. Vedlo to k odstraňování mnohých cenných lidí, došlo i na prezidenta Beneše; mnozí tajně ujeli, ušli, či odletěli za hranice. Jsou z toho škody nesmírné. Karlova univerzita je ochuzena o mnoho výborných učitelů, i nadějných mladých lidí, asistentů i studentů.
- Skončeno 15. srpna 1961 – .... viděla jsem , že v tomto světe už není pro mne místa. Nedovedu se přizpůsobit. Z liberála, říkám veřejně, nikdo neudělá marxistu. Oni sice říkají, že jsem čestný člověk, ale kromě čestných funkcí (...) pro mne nedělají nic.